# Palaeorallus
Palaeorallus — викопний рід журавлеподібних птахів родини пастушкових (Rallidae), що існував у ранньому еоцені в Північній Америці. Рештки типового виду Palaeorallus troxelli знайдено у відкладеннях формації Віллвуд у штаті Вайомінг. Рештки з Монголії, що описані як Palaeorallus alienus, швидше за все належать куроподібному птаху.

## Оригінальна публікація
- A. Wetmore. 1931. Two primitive rails from the Eocene of Colorado and Wyoming. Condor 33(3):107-109